# GoldenEye 007

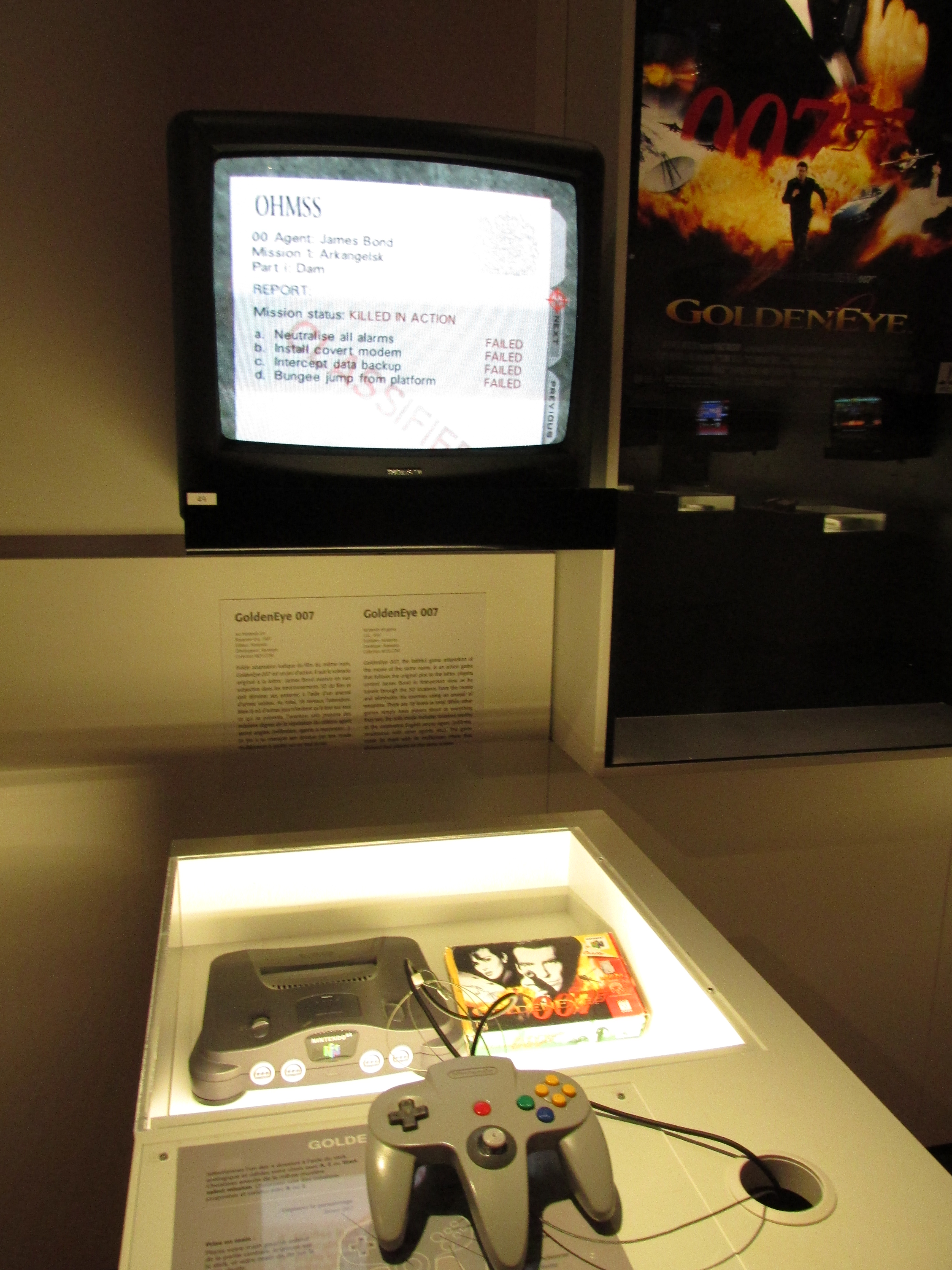
Un ecran care arată GoldenEye 007 (1997 N64 versiune) la Muzeul civilizației de la în Quebec City, Canada, la o expoziție despre istoria Ubisoft joc video. Notă absența unui cartuș în interiorul consolei în sine.

GoldenEye 007 este un joc video de tipul shooter first-person bazat pe filmul cu James Bond din 1995 numit Agentul 007 contra GoldenEye.